# I liga argentyńska w piłce nożnej (1963)
Mistrzem Argentyny w roku 1963 został klub Independiente, a wicemistrzem Argentyny klub River Plate.
Nikt nie spadł do drugiej ligi, natomiast z drugiej ligi do pierwszej awansowały dwa kluby – Newell’s Old Boys i Ferro Carril Oeste. Pierwsza liga została powiększona z 14 do 16 klubów.
Do Copa Libertadores 1964 zakwalifikował się jeden klub:
- Independiente

## Primera División

### Kolejka 1
| Data             | Mecz |
| ---------------- | --- |
| 28 kwietnia 1963 | Independiente – Chacarita Juniors 3:0 Marcos Conigliaro, Tomás Rolan, Luis E. Suárez                                                                                                |
| 28 kwietnia 1963 | CA Huracán – Atlanta Buenos Aires 1:4 Jesús Roldán - Norberto Conde, Juan A. Castro, Carlos Griguol, Juan C. Carone                                                                 |
| 28 kwietnia 1963 | Argentinos Juniors – Boca Juniors 1:4 Martín Canseco - José F. Sanfilippo, Emanuelle Del Vecchio, Oreste Corbatta (2) mecz rozegrany został na stadionie klubu Atlanta Buenos Aires |
| 28 kwietnia 1963 | Vélez Sarsfield – Racing Club de Avellaneda 2:1 Daniel Willington, Alfredo González - Raúl O. Belén                                                                                 |
| 28 kwietnia 1963 | CA Banfield – Estudiantes La Plata 0:2 Andrés Avelino, Eduardo Domínguez |
| 28 kwietnia 1963 | River Plate – San Lorenzo de Almagro 4:0 Luis Artime (3), Vladem Lázaro Ruiz Quevedo “Delem”                                                                                        |
| 28 kwietnia 1963 | Gimnasia y Esgrima La Plata – Rosario Central 2:2 Alfredo H. Rojas, Luis Ciaccia - Carlos A. Bulla, Cásar Menotti                                                                   |

### Kolejka 2
| Data        | Mecz |
| ----------- | --- |
| 5 maja 1963 | Estudiantes La Plata – Gimnasia y Esgrima La Plata 2:1 Eduardo Domínguez (2) - Diego Bayo                       |
| 5 maja 1963 | Rosario Central – Independiente 1:2 José Malleo - Mario Rodríguez (2)                                           |
| 5 maja 1963 | Atlanta Buenos Aires – Vélez Sarsfield 1:0 Julio Nuin (k)                                                       |
| 5 maja 1963 | Racing Club de Avellaneda – CA Banfield 0:0                                                                     |
| 5 maja 1963 | Chacarita Juniors – River Plate 0:2 Ermindo Onega, Martín Pando                                                 |
| 5 maja 1963 | San Lorenzo de Almagro – Argentinos Juniors 1:3 Oscar Rossi (k) - José V. Zurita, Juan C. Lallana (2)           |
| 5 maja 1963 | Boca Juniors – CA Huracán 2:2 Emanuelle Del Vecchio, Norberto Menéndez - Juan J. Rodríguez, Adalberto Marchesse |

### Kolejka 3
| Data         | Mecz |
| ------------ | --- |
| 12 maja 1963 | Independiente – Estudiantes La Plata 1:1 Marcos Conigliaro (k) - Pedro Prospitti                              |
| 12 maja 1963 | River Plate – Rosario Central 4:0 Luis Artime (3), Ermindo Onega                                              |
| 12 maja 1963 | San Lorenzo de Almagro – Boca Juniors 2:1 Ignacio Santamarina, Martha de Freita Alfeu - Emanuelle Del Vecchio |
| 12 maja 1963 | Gimnasia y Esgrima La Plata – Racing Club de Avellaneda 1:1 Héctor Antonio - José Mattera                     |
| 12 maja 1963 | CA Banfield – Atlanta Buenos Aires 0:2 Juan C. Carone (2)                                                     |
| 12 maja 1963 | Vélez Sarsfield – CA Huracán 0:0                                                                              |
| 12 maja 1963 | Argentinos Juniors – Chacarita Juniors 1:1 Martín Canseco (k) - Hernán Nonis                                  |

### Kolejka 4
| Data         | Mecz |
| ------------ | --- |
| 19 maja 1963 | Racing Club de Avellaneda – Independiente 0:0                                                                 |
| 19 maja 1963 | Estudiantes La Plata – River Plate 1:2 Pedro Prospitti - Luis Artime (2)                                      |
| 19 maja 1963 | Boca Juniors – Vélez Sarsfield 3:0 Oreste Corbatta (3, 2k)                                                    |
| 19 maja 1963 | Chacarita Juniors – San Lorenzo de Almagro 4:0 Carlos Ferro, Eduardo Restivo, Néstor Rambert, José R. Vázquez |
| 19 maja 1963 | CA Huracán – CA Banfield 2:2 Juan J. Rodríguez, Roberto Brookes - Norberto Raffo (2)                          |
| 19 maja 1963 | Rosario Central – Argentinos Juniors 0:1 Juan C. Lallana                                                      |
| 19 maja 1963 | Atlanta Buenos Aires – Gimnasia y Esgrima La Plata 1:0 José A. Castro                                         |

### Kolejka 5
| Data         | Mecz |
| ------------ | --- |
| 26 maja 1963 | Independiente – Atlanta Buenos Aires 5:0 Mario Rodríguez (2), Beny Guagliardi, Oscar Clariá s, Tomás Rola                  |
| 26 maja 1963 | San Lorenzo de Almagro – Rosario Central 1:1 Juan C. Carotti - Ricardo F. Giménez                                          |
| 26 maja 1963 | River Plate – Racing Club de Avellaneda 4:2 Ermindo Onega (k), Luis Artime (3) - José Mattera, Julio San Lorenzo           |
| 26 maja 1963 | Chacarita Juniors – Boca Juniors 0:0                                                                                       |
| 26 maja 1963 | Gimnasia y Esgrima La Plata – CA Huracán 0:1 Juan J. Rodríguez                                                             |
| 26 maja 1963 | CA Banfield – Vélez Sarsfield 2:2 Osvaldo Ferreño, Norberto Raffo - Daniel Willington, Eduardo Curia                       |
| 26 maja 1963 | Argentinos Juniors – Estudiantes La Plata 3:2 Juan C. Lallana, Ricardo Ramaciotti, Horacio Barrionuevo - Adolfo Bielli (2) |

### Kolejka 6
| Data           | Mecz |
| -------------- | --- |
| 2 czerwca 1963 | CA Huracán – Independiente 1:1 Juan C. Sarnari - Beny Guagliardi                                                                          |
| 2 czerwca 1963 | Atlanta Buenos Aires – River Plate 0:1 Luis Artime                                                                                        |
| 2 czerwca 1963 | Boca Juniors – CA Banfield 0:0 |
| 2 czerwca 1963 | Estudiantes La Plata – San Lorenzo de Almagro 3:2 Raúl A. Páez s, Eduardo Domínguez, Pedro Prospitti - Vicente Rodríguez, Rafael Albrecht |
| 2 czerwca 1963 | Racing Club de Avellaneda – Argentinos Juniors 2:1 Julio San Lorenzo, Pedro Marchetta - Ricardo Ramaciotti                                |
| 2 czerwca 1963 | Vélez Sarsfield – Rosario Central 2:1 Alfredo González (2) - Héctor Antonio                                                               |
| 2 czerwca 1963 | Rosario Central – Chacarita Juniors 1:3 César Menotti - Néstor Rambert, Edgardo D’Ascenzo, Eduardo Restivo                                |

### Kolejka 7
| Data           | Mecz |
| -------------- | --- |
| 9 czerwca 1963 | Independiente – Vélez Sarsfield 3:3 Beny Guaglairdi, Raúl Savoy (2) - Néstor Subiat (2), Jorge R. Solari                                      |
| 9 czerwca 1963 | River Plate – CA Huracán 1:1 Ermindo Onega (k) - Alberto Rendo                                                                                |
| 9 czerwca 1963 | Rosario Central – Boca Juniors 3:0 César Menotti (2), Oscar Storti                                                                            |
| 9 czerwca 1963 | Chacarita Juniors – Estudiantes La Plata 2:2 Néstor Rambert (2) - Pedro Prospitti (2)                                                         |
| 9 czerwca 1963 | Argentinos Juniors – Atlanta Buenos Aires 1:1 Héctor Tambasco - Juan C. Carone                                                                |
| 9 czerwca 1963 | San Lorenzo de Almagro – Racing Club de Avellaneda 3:4 Juan C. Carotti (2), Oscar Rossi - Juan C. Mesías, Julio San Lorenzo (2), José Mattera |
| 9 czerwca 1963 | Gimnasia y Esgrima La Plata – CA Banfield 1:1 Luis Ciaccia - Miguel Pezzi                                                                     |

### Kolejka 8
| Data            | Mecz |
| --------------- | --- |
| 23 czerwca 1963 | CA Banfield – Independiente 1:3 Norberto Raffo - Tomás Rolan, Mario Rodríguez, Antonio Manilo s                                      |
| 23 czerwca 1963 | Boca Juniors – Gimnasia y Esgrima La Plata 1:0 Ángel C. Rojas                                                                        |
| 23 czerwca 1963 | Vélez Sarsfield – River Plate 3:3 Néstor Subiat (2), Daniel Willington - Antonio Cielinsky s, Luis Artime, Ermindo Onega             |
| 23 czerwca 1963 | Atlanta Buenos Aires – San Lorenzo de Almagro 3:2 Juan C. Carone, José L. Luna, Juan C. Puntorero - Juan C. Carotti, Oscar Rossi (k) |
| 23 czerwca 1963 | CA Huracán – Argentinos Juniors 1:1 Adalberto Marchesse - Juan C. Lallana                                                            |
| 23 czerwca 1963 | Racing Club de Avellaneda – Chacarita Juniors 5:1 Julio San Lorenzo (2), Raúl O. Belén (3) - Eduardo Restivo                         |
| 23 czerwca 1963 | Estudiantes La Plata – Rosario Central 2:2 Adolfo Bielli, Pedro Prospitti - Sebastián García, Enrique Fernández                      |

### Kolejka 9
| Data            | Mecz |
| --------------- | --- |
| 30 czerwca 1963 | Independiente – Gimnasia y Esgrima La Plata 3:0 Tomás Rolan, Mario Rodríguez (2)                                |
| 30 czerwca 1963 | River Plate – CA Banfield 2:2 Ermindo Onega (2) - Roberto Zárate, Adolfo Vázquez (k)                            |
| 30 czerwca 1963 | Estudiantes La Plata – Boca Juniors 3:1 Pedro Prospitti, Eduardo Domínguez, Carlos Cabrera - Juan C. Biagioli s |
| 30 czerwca 1963 | San Lorenzo de Almagro – CA Huracán 3:1 Oscar Rossi (2), Eladio Zárate - Agapito Brítez Sánchez                 |
| 30 czerwca 1963 | Rosario Central – Racing Club de Avellaneda 0:0                                                                 |
| 30 czerwca 1963 | Chacarita Juniors – Atlanta Buenos Aires 0:2 José A. Castro, Carlos Griguol                                     |
| 30 czerwca 1963 | Argentinos Juniors – Vélez Sarsfield 1:0 Horacio Barrionuevo                                                    |

### Kolejka 10
| Data          | Mecz |
| ------------- | --- |
| 14 lipca 1963 | Boca Juniors – Independiente 2:2 Oreste Corbatta, Ángel C. Rojas - Tomás Rolan (2, 2k)                                               |
| 14 lipca 1963 | Racing Club de Avellaneda – Estudiantes La Plata 2:0 Juan C. Biagioli s, José Mattera                                                |
| 14 lipca 1963 | Vélez Sarsfield – San Lorenzo de Almagro 2:2 Alfredo González, Jorge R. Solari - Narciso Doval, Oscar Rossi (k)                      |
| 14 lipca 1963 | Gimnasia y Esgrima La Plata – River Plate 1:4 Alfredo H. Rojas - Ermindo Onega (2), Luis Artime, Roberto Fernando Frojuelo “Roberto” |
| 14 lipca 1963 | CA Banfield – Argentinos Juniors 5:0 Oscar López, Miguel Pezzi, Roberto Zárate, Adolfo Vázquez (k), Luis Maidana                     |
| 14 lipca 1963 | CA Huracán – Chacarita Juniors 4:2 Juan J. Rodríguez (3), Agapito Brítez Sánchez - Edgardo D’Ascenzo (2, 1k)                         |
| 14 lipca 1963 | Atlanta Buenos Aires – Rosario Central 4:2 Juan C. Carone (2), Oscar Clariá, Norberto Conde - Néstor Manfredi, Oscar Storti          |

### Kolejka 11
| Data          | Mecz                                                                                 |
| ------------- | ------------------------------------------------------------------------------------ |
| 21 lipca 1963 | River Plate – Independiente 0:0                                                      |
| 21 lipca 1963 | Racing Club de Avellaneda – Boca Juniors 2:0 Antonio Rattín s, José Mattera          |
| 21 lipca 1963 | San Lorenzo de Almagro – CA Banfield 1:0 Juan C. Carotti                             |
| 21 lipca 1963 | Estudiantes La Plata – Atlanta Buenos Aires 2:1 Pedro Prospitti (2) - Juan C. Carone |
| 21 lipca 1963 | Rosario Central – CA Huracán 0:0                                                     |
| 21 lipca 1963 | Chacarita Juniors – Vélez Sarsfield 1:0 Osvaldo Tornesi                              |
| 21 lipca 1963 | Argentinos Juniors – Gimnasia y Esgrima La Plata 1:1 Juan C. Lallana - José B. Sanez |

### Kolejka 12
| Data          | Mecz |
| ------------- | --- |
| 28 lipca 1963 | Independiente – Argentinos Juniors 1:1 Jorge Vázquez - Héctor Tambasco                                       |
| 28 lipca 1963 | Boca Juniors – River Plate 2:0 Paulo Valentim (2, 1k)                                                        |
| 28 lipca 1963 | Atlanta Buenos Aires – Racing Club de Avellaneda 0:2 Juan C. Oleniak, Federico Sacchi (k)                    |
| 28 lipca 1963 | CA Huracán – Estudiantes La Plata 0:1 Mario Desiderio                                                        |
| 28 lipca 1963 | Gimnasia y Esgrima La Plata – San Lorenzo de Almagro 0:1 Juan C. Carotti                                     |
| 28 lipca 1963 | CA Banfield – Chacarita Juniors 3:0 José R. Vázquez s, Roberto Zárate (2)                                    |
| 28 lipca 1963 | Vélez Sarsfield – Rosario Central 2:2 Jorge R. Solari, Alfredo González - César Menotti (k), Néstor Manfredi |

### Kolejka 13
| Data            | Mecz |
| --------------- | --- |
| 4 sierpnia 1963 | San Lorenzo de Almagro – Independiente 0:1 Raúl Savoy                                                                              |
| 4 sierpnia 1963 | Argentinos Juniors – River Plate 0:5 Luis Artime (4), Ernesto Juárez mecz rozegrany został na stadionie klubu Atlanta Buenos Aires |
| 4 sierpnia 1963 | Boca Juniors – Atlanta Buenos Aires 0:3 Juan C. Puntorero (2), Juan C. Carone                                                      |
| 4 sierpnia 1963 | Racing Club de Avellaneda – CA Huracán 1:1 Julio San Lorenzo - Juan J. Rodríguez                                                   |
| 4 sierpnia 1963 | Rosario Central – CA Banfield 2:0 César Menotti (k), Roberto F. Giménez                                                            |
| 4 sierpnia 1963 | Chacarita Juniors – Gimnasia y Esgrima La Plata 1:1 Néstor Sanguinetti - Mario Pardo                                               |
| 4 sierpnia 1963 | Estudiantes La Plata – Vélez Sarsfield 1:3 Pedro Prospitti (k) - Felipe Ribaudo (2), Jorge R. Solari                               |

### Kolejka 14
| Data             | Mecz                                                                                                |
| ---------------- | --------------------------------------------------------------------------------------------------- |
| 11 sierpnia 1963 | Rosario Central – Gimnasia y Esgrima La Plata 3:2 César Menotti (3, 1k) - Mario Pardo, Antonio Rosl |
| 18 sierpnia 1963 | San Lorenzo de Almagro – River Plate 1:1 Martha de Freitas Alfeu - José Varacka                     |
| 18 sierpnia 1963 | Chacarita Juniors – Independiente 2:2 Eduardo Restivo, Jesús Roldán - Jorge Vázquez (2)             |
| 18 sierpnia 1963 | Racing Club de Avellaneda – Vélez Sarsfield 2:1 Julio San Lorenzo (2) - Jorge R. Solari             |
| 18 sierpnia 1963 | Boca Juniors – Argentinos Juniors 0:0                                                               |
| 18 sierpnia 1963 | Atlanta Buenos Aires – CA Huracán 0:3 Adlaberto Marchesse, José Caletrio s, Juan C. Sarnari         |
| 18 sierpnia 1963 | Estudiantes La Plata – CA Banfield 1:1 Eduardo Domínguez - Miguel Pezzi                             |

### Kolejka 15
| Data             | Mecz |
| ---------------- | --- |
| 25 sierpnia 1963 | Independiente – Rosario Central 0:1 César Menotti |
| 25 sierpnia 1963 | Gimnasia y Esgrima La Plata – Estudiantes La Plata 5:2 Oscar Gómez Sánchez, Alfredo H. Rojas (2), Luis Ciaccia, Diego Bayo - Eduardo Domínguez, Pedro Prospitti |
| 25 sierpnia 1963 | Vélez Sarsfield – Atlanta Buenos Aires 2:1 Alfredo González, Jorge R. Solari - Juan C. Carone                                                                   |
| 25 sierpnia 1963 | Argentinos Juniors – San Lorenzo de Almagro 1:1 Juan C. Lallana - Vicente Rodríguez                                                                             |
| 25 sierpnia 1963 | River Plate – Chacarita Juniors 2:0 Ermindo Onega, Luis Artime                                                                                                  |
| 25 sierpnia 1963 | CA Huracán – Boca Juniors 2:0 Juan J. Rodríguez, Adalberto Marchesse                                                                                            |
| 25 sierpnia 1963 | CA Banfield – Racing Club de Avellaneda 3:0 Norberto Raffo (3)                                                                                                  |

### Kolejka 16
| Data            | Mecz |
| --------------- | --- |
| 1 września 1963 | Estudiantes La Plata – Independiente 1:2 Pedro Prospitti (k) - Mario Rodríguez, Raúl Savoy                |
| 1 września 1963 | CA Huracán – Vélez Sarsfield 2:1 Roberto Brookes, Osvaldo Crosta - Jorge R. Solari                        |
| 1 września 1963 | Atlanta Buenos Aires – CA Banfield 1:5 Oscar Clariá (k) - Oscar López (3), Luis Maidana (k), Mario Chaldú |
| 1 września 1963 | Chacarita Juniors – Argentinos Juniors 0:0                                                                |
| 1 września 1963 | Rosario Central – River Plate 1:0 César Menotti                                                           |
| 1 września 1963 | Boca Juniors – San Lorenzo de Almagro 0:3 Héctor Facundo, Vicente Rodríguez, Oscar Rossi                  |
| 1 września 1963 | Racing Club de Avellaneda – Gimnasia y Esgrima La Plata 2:1 Juan C. Oleniak, Rubén H. Sosa - Diego Bayo   |

### Kolejka 17
| Data             | Mecz                                                                                   |
| ---------------- | -------------------------------------------------------------------------------------- |
| 15 września 1963 | Independiente – Racing Club de Avellaneda 0:4 Rubén H. Sosa (2), Julio San Lorenzo (2) |
| 15 września 1963 | CA Banfield – CA Huracán 2:1 Roberto Zárate, Norberto Raffo - Pedro Cubilla            |
| 15 września 1963 | River Plate – Estudiantes La Plata 0:0                                                 |
| 15 września 1963 | Argentinos Juniors – Rosario Central 1:1 Juan C. Lallana - Enrique Fernández           |
| 15 września 1963 | San Lorenzo de Almagro – Chacarita Juniors 2:0 Oscar Rossi (k), Victorio Casa          |
| 15 września 1963 | Gimnasia y Esgrima La Plata – Atlanta Buenos Aires 2:0 Alfredo H. Rojas (2)            |
| 15 września 1963 | Vélez Sarsfield – Boca Juniors 0:1 Alberto M. González                                 |

### Kolejka 18
| Data             | Mecz |
| ---------------- | --- |
| 22 września 1963 | Atlanta Buenos Aires – Independiente 0:2 Mario Rodríguez, Marcos Conigliaro                                       |
| 22 września 1963 | Racing Club de Avellaneda – River Plate 1:2 Federico Sacchi - Luis Artime (2)                                     |
| 22 września 1963 | Boca Juniors – Chacarita Juniors 2:1 Ángel C. Rojas, Paulo Valentim (k) - Juan C. Aguilar                         |
| 22 września 1963 | Rosario Central – San Lorenzo de Almagro 2:2 Néstor Manfredi, Gualberto Muggione - Roberto Telch, Rafael Palacios |
| 22 września 1963 | CA Huracán – Gimnasia y Esgrima La Plata 0:1 Luis Ciaccia                                                         |
| 22 września 1963 | Estudiantes La Plata – Argentinos Juniors 3:1 Adolfo Bielli (2), Pedro Prospitti - Juan C. Lallana                |
| 22 września 1963 | Vélez Sarsfield – CA Banfield 1:1 Jorge R. Solari - Mario Chaldú                                                  |

### Kolejka 19
| Data             | Mecz |
| ---------------- | --- |
| 29 września 1963 | Independiente – CA Huracán 2:1 Mario Rodríguez (2) - Juan C. Sarnari                                                                                        |
| 29 września 1963 | CA Banfield – Boca Juniors 2:0 Norberto Raffo, Mario Chaldú                                                                                                 |
| 29 września 1963 | River Plate – Atlanta Buenos Aires 2:2 Luis Artime, Ermindo Onega (k) - Héctor Ochoa, Juan C. Puntorero                                                     |
| 29 września 1963 | Chacarita Juniors – Rosario Central 1:1 Juan C. Aguilar - César Menotti                                                                                     |
| 29 września 1963 | Argentinos Juniors – Racing Club de Avellaneda 1:1 Horacio Barrionuevo - Rubén Bertulessi (k) mecz rozegrany został na stadionie klubu Atlanta Buenos Aires |
| 29 września 1963 | Gimnasia y Esgrima La Plata – Vélez Sarsfield 3:0 Alfredo H. Rojas (2), Luis Ciaccia                                                                        |
| 29 września 1963 | San Lorenzo de Almagro – Estudiantes La Plata 2:0 Raúl O. Pérez, Victorio Casa                                                                              |

### Kolejka 20
| Data                | Mecz |
| ------------------- | --- |
| 6 października 1963 | Vélez Sarsfield – Independiente 1:3 Pimentel do Ramos “Eduardo” - Osvaldo Mura, Mario Rodríguez (2)                     |
| 6 października 1963 | Boca Juniors – Rosario Central 1:0 Ángel C. Rojas                                                                       |
| 6 października 1963 | Racing Club de Avellaneda – San Lorenzo de Almagro 0:1 Rafael Albrecht                                                  |
| 6 października 1963 | CA Huracán – River Plate 1:1 Adalberto Marchesse - Vladem Lázaro Ruiz Quevedo “Delem”                                   |
| 6 października 1963 | Atlanta Buenos Aires – Argentinos Juniors 3:2 Carlos Griguol, Juan C. Carone (2) - Juan C. Lallana, Horacio Barrionuevo |
| 6 października 1963 | CA Banfield – Gimnasia y Esgrima La Plata 1:2 Oscar López - Alfredo H. Rojas, Diego Bayo (k)                            |
| 6 października 1963 | Estudiantes La Plata – Chacarita Juniors 1:0 Mario Desiderio                                                            |

### Kolejka 21
| Data                 | Mecz                                                                                             |
| -------------------- | ------------------------------------------------------------------------------------------------ |
| 20 października 1963 | Independiente – CA Banfield 1:0 Osvaldo Mura                                                     |
| 20 października 1963 | Gimnasia y Esgrima La Plata – Boca Juniors 0:3 José F. Sanfilippo (3)                            |
| 20 października 1963 | River Plate – Vélez Sarsfield 0:0                                                                |
| 20 października 1963 | San Lorenzo de Almagro – Atlanta Buenos Aires 0:2 Jorge Fernández (2)                            |
| 20 października 1963 | Argentinos Juniors – CA Huracán 2:0 Juan C. Lallana, Osvaldo Canadel                             |
| 20 października 1963 | Chacarita Juniors – Racing Club de Avellaneda 2:1 Jesús Roldán, Néstor Rambert - Juan C. Oleniak |
| 20 października 1963 | Rosario Central – Estudiantes La Plata 3:1 Néstor Manfredi (2), César Menotti - Adolfo Bielli    |

### Kolejka 22
| Data                 | Mecz |
| -------------------- | --- |
| 27 października 1963 | Gimnasia y Esgrima La Plata – Independiente 1:1 Mario Pardo - Beny Guagliardi                                               |
| 27 października 1963 | CA Huracán – San Lorenzo de Almagro 0:0                                                                                     |
| 27 października 1963 | Boca Juniors – Estudiantes La Plata 2:1 Ángel C. Rojas, José F. Sanfilippo - Carlos Cabrera                                 |
| 27 października 1963 | Racing Club de Avellaneda – Rosario Central 4:2 Julio San Lorenzo (2), Federico Sacchi, Raúl O. Belén - Néstor Manfredi (2) |
| 27 października 1963 | Atlanta Buenos Aires – Chacarita Juniors 0:0                                                                                |
| 27 października 1963 | Vélez Sarsfield – Argentinos Juniors 1:1 Horacio Ávalos - Juan C. Lallana                                                   |
| 27 października 1963 | CA Banfield – River Plate 0:1 Luis Artime                                                                                   |

### Kolejka 23
| Data             | Mecz |
| ---------------- | --- |
| 3 listopada 1963 | Independiente – Boca Juniors 1:1 Raúl Bernao - Benicio Ferreira                                                   |
| 3 listopada 1963 | River Plate – Gimnasia y Esgrima La Plata 3:0 Luis Artime (3)                                                     |
| 3 listopada 1963 | San Lorenzo de Almagro – Vélez Sarsfield 3:0 Juan C. Carotti, Roberto Telch (2)                                   |
| 3 listopada 1963 | Argentinos Juniors – CA Banfield 0:0                                                                              |
| 3 listopada 1963 | Rosario Central – Atlanta Buenos Aires 0:1 Luis Cardoso                                                           |
| 3 listopada 1963 | Chacarita Juniors – CA Huracán 1:4 Néstor Sanguinetti - Roberto Brookes (3), Juan J. Rodríguez                    |
| 3 listopada 1963 | Estudiantes La Plata – Racing Club de Avellaneda 1:3 Pedro Prospitti (k) - Julio San Lorenzo (2), Juan C. Oleniak |

### Kolejka 24
| Data              | Mecz |
| ----------------- | --- |
| 10 listopada 1963 | Independiente – River Plate 2:1 Mario Rodríguez (2) - Ermindo Onega                                                       |
| 10 listopada 1963 | Boca Juniors – Racing Club de Avellaneda 1:1 Norberto Menéndez - Rubén H. Sosa                                            |
| 10 listopada 1963 | CA Banfield – San Lorenzo de Almagro 2:2 Roberto Zárate, Norberto Raffo - Ignacio Santamaría, Héctor Veira                |
| 10 listopada 1963 | Vélez Sarsfield – Chacarita Juniors 2:1 Néstor Subiat (2) - Néstor Rambert                                                |
| 10 listopada 1963 | CA Huracán – Rosario Central 3:1 Ernesto Sarmiento, Pedro Cubilla, Roberto Brookes - Miguel A. Juárez                     |
| 10 listopada 1963 | Gimnasia y Esgrima La Plata – Argentinos Juniors 3:2 Mario Pardo, Omar Coria s, Alfredo H. Rojas - Carlos A. Castillo (2) |
| 10 listopada 1963 | Atlanta Buenos Aires – Estudiantes La Plata 2:1 Jorge Fernández, Héctor Ochoa - Federico Horster                          |

### Kolejka 25
| Data              | Mecz |
| ----------------- | --- |
| 17 listopada 1963 | Argentinos Juniors – Independiente 0:3 Raúl Bernao, Osvaldo Mura, Raúl Savoy mecz rozegrany został na stadionie klubu Atlanta Buenos Aires |
| 17 listopada 1963 | River Plate – Boca Juniors 0:1 José F. Sanfilippo                                                                                          |
| 17 listopada 1963 | San Lorenzo de Almagro – Gimnasia y Esgrima La Plata 1:2 Eladio Zárate - Mario Pardo, Fernando Mentasti                                    |
| 17 listopada 1963 | Chacarita Juniors – CA Banfield 0:0 |
| 17 listopada 1963 | Estudiantes La Plata – CA Huracán 1:1 Pedro Prospitti - Juan J. Rodríguez                                                                  |
| 17 listopada 1963 | Racing Club de Avellaneda – Atlanta Buenos Aires 1:1 Julio San Lorenzo - Luis Cardoso                                                      |
| 17 listopada 1963 | Rosario Central – Vélez Sarsfield 3:3 Domingo Aranda, Miguel A. Juárez (2) - Néstor Subiat, Eduardo Curia, Isaac Andrade                   |

### Kolejka 26
| Data              | Mecz |
| ----------------- | --- |
| 20 listopada 1963 | CA Huracán – Racing Club de Avellaneda 3:1 Roberto Brookes, Alberto Rendo (2) - Rubén Bertulessi (k) |
| 24 listopada 1963 | Independiente – San Lorenzo de Almagro 9:1 (2:1) Widzowie: 32 000 Sędzia: Manuel Velarde. Bramki: 0:1 Héctor Rodolfo Veira 20, 1:1 Raúl Armando Savoy 30, 2:1 Raúl Armando Savoy 44k, 3:1 Raúl Emilio Bernao 64, 4:1 Raúl Armando Savoy 74, 5:1 Jorge Abel Vázquez 75, 6:1 Mario Rodríguez 80, 7:1 Raúl Emilio Bernao 83, 8:1 Raúl Armando Savoy 86, 9:1 Oscar Pablo Rossi 88s CA Independiente: Osvaldo Raúl Toriani – Rubén Marino Navarro, Tomás Rolan, Roberto Ocar Ferreiro, José Andrés Paflik, Jorge Alberto Maldonado, Raúl Emilio Bernao, Osvaldo Luis Mura, Jorge Abel Vázquez, Mario Rodríguez, Raúl Armando Savoy. Club Atlético San Lorenzo de Almagro: Agustín Enrique Irusta – Alberto Jorge Mariotti, Silvio Ramón Ruiz, Raúl Alberto Páez, Roberto Telch (48 wyeliminowany przez kontuzję), Rafael José Albretch (45 czerwona kartka), Héctor Osvaldo Facundo, Oscar Pablo Rossi, Eladio Zárate, Héctor Rodolfo Veira (25 wyeliminowany przez kontuzję), Victorio Francisco Casa. |
| 24 listopada 1963 | Atlanta Buenos Aires – Boca Juniors 0:1 José F. Sanfilippo |
| 24 listopada 1963 | River Plate – Argentinos Juniors 3:2 Ermindo Onega, Roberto Fernando Frojuelo “Roberto”, Galdino Luraschi - Carlos A. Castillo, Juan M. Fernández |
| 24 listopada 1963 | Vélez Sarsfield – Estudiantes La Plata 1:2 Eduardo Curia - Pedro Prospitti (2) |
| 24 listopada 1963 | Gimnasia y Esgrima La Plata – Chacarita Juniors 2:2 Juan C. Noak, Roberto Rogel - Néstor Rambert, Omar H. García |
| 24 listopada 1963 | CA Banfield – Rosario Central 3:0 Oscar Villano, Norberto Raffo (2) |

### Końcowa tabela sezonu 1963
| Poz | Klub                        | Mecze | Zw | Rem | Por | Pkt | BrZd | BrStr |
| --- | --------------------------- | ----- | -- | --- | --- | --- | ---- | ----- |
| 1   | Independiente               | 26    | 14 | 9   | 3   | 37  | 53   | 25    |
| 2   | River Plate                 | 26    | 13 | 9   | 4   | 35  | 48   | 23    |
| 3   | Racing Club de Avellaneda   | 26    | 11 | 8   | 7   | 30  | 43   | 32    |
| 4   | Boca Juniors                | 26    | 12 | 6   | 8   | 30  | 30   | 29    |
| 5   | Atlanta Buenos Aires        | 26    | 12 | 4   | 10  | 28  | 35   | 37    |
| 6   | CA Huracán                  | 26    | 8  | 11  | 7   | 27  | 36   | 31    |
| 7   | CA Banfield                 | 26    | 7  | 11  | 8   | 25  | 36   | 27    |
| 8   | San Lorenzo de Almagro      | 26    | 9  | 7   | 10  | 25  | 37   | 46    |
| 9   | Estudiantes La Plata        | 26    | 9  | 6   | 11  | 24  | 37   | 43    |
| 10  | Rosario Central             | 26    | 6  | 10  | 10  | 22  | 34   | 43    |
| 11  | Argentinos Juniors          | 26    | 5  | 12  | 9   | 22  | 28   | 43    |
| 12  | Gimnasia y Esgrima La Plata | 26    | 7  | 7   | 12  | 21  | 33   | 41    |
| 13  | CA Vélez Sarsfield          | 26    | 5  | 10  | 11  | 20  | 32   | 44    |
| 14  | Chacarita Juniors           | 26    | 4  | 10  | 12  | 18  | 25   | 43    |

### Klasyfikacja strzelców bramek 1963
| Gole | Piłkarz           | Klub                      |
| ---- | ----------------- | ------------------------- |
| 25   | Luis Artime       | River Plate               |
| 17   | Pedro Prospitti   | Estudiantes La Plata      |
| 16   | Mario Rodríguez   | Independiente             |
| 16   | Julio San Lorenzo | Racing Club de Avellaneda |
| 13   | Ermindo Onega     | River Plate               |